# Kolenohelea luciae
Kolenohelea luciae är en tvåvingeart som beskrevs av Meillon och Wirth 1983. Kolenohelea luciae ingår i släktet Kolenohelea och familjen svidknott. Inga underarter finns listade i Catalogue of Life.